# Magyarország a 2022-es Multisport Európa-bajnokságon
Magyarország a németországi Münchenben megrendezésre kerülő 2022-es Multisport Európa-bajnokság egyik részt vevő nemzete, 116 sportolóval képviseltette magát.

## Versenyzők száma
| Sportág, szakág | Magyar résztvevő | Magyar résztvevő | Magyar résztvevő |
| --------------- | ---------------- | ---------------- | ---------------- |
| Sportág, szakág | Férfi            | Nő               | Össz.            |
| Asztalitenisz   | 5                | 4                | 9                |
| Atlétika        | 20               | 22               | 42               |
| Evezés          | 11               | 2                | 13               |
| Kajak-kenu      | 22               | 12               | 34               |
| Kerékpározás    | 2                | 0                | 2                |
| Triatlon        | 4                | 2                | 6                |
| Torna           | 5                | 5                | 10               |
| Összesen        | 69               | 47               | 116              |

## Érmesek
| Érem  | Versenyző                                           | Sportág    | Versenyszám                              | Dátum         |
| ----- | --------------------------------------------------- | ---------- | ---------------------------------------- | ------------- |
| Arany | Szabó Bence Furkó Kálmán                            | Evezés     | Férfi könnyűsúlyú kormány nélküli kettes | augusztus 14. |
| Arany | Kovács Zsófia                                       | Torna      | Női ugrás                                | augusztus 14. |
| Arany | Kőhalmi Emese Rendessy Eszter                       | Kajak-kenu | Női K2 1000 m                            | augusztus 19. |
| Arany | Juhász Tamás                                        | Kajak-kenu | Férfi VL2 200 m                          | augusztus 19. |
| Arany | Kopasz Bálint                                       | Kajak-kenu | Férfi K1 1000 m                          | augusztus 20. |
| Arany | Kiss Péter Pál                                      | Kajak-kenu | Férfi KL1 200 m                          | augusztus 21. |
| Arany | Pupp Noémi                                          | Kajak-kenu | Női K1 1000 m                            | augusztus 21. |
| Arany | Bragato Giada Nagy Bianka                           | Kajak-kenu | Női C2 200 m                             | augusztus 21. |
| Arany | Kiss Blanka Lucz Anna                               | Kajak-kenu | Női K2 200 m                             | augusztus 21. |
| Arany | Nádas Bence Kopasz Bálint                           | Kajak-kenu | Férfi K2 500 m                           | augusztus 21. |
| Arany | Kőhalmi Emese                                       | Kajak-kenu | Női K1 5000 m                            | augusztus 21. |
| Ezüst | Halász Bence                                        | Atlétika   | Férfi kalapácsvetés                      | augusztus 18. |
| Ezüst | Varga Ádám                                          | Kajak-kenu | Férfi K1 500 m                           | augusztus 19. |
| Ezüst | Bragato Giada Nagy Bianka                           | Kajak-kenu | Női C2 500 m                             | augusztus 20. |
| Ezüst | Adolf Balázs                                        | Kajak-kenu | Férfi C1 5000 m                          | augusztus 20. |
| Ezüst | Rendessy Eszter                                     | Kajak-kenu | Férfi K1 500 m                           | augusztus 21. |
| Ezüst | Mészáros Krisztofer                                 | Torna      | Női talaj                                | augusztus 21. |
| Ezüst | Kozák Luca                                          | Atlétika   | Női 100 m gát                            | augusztus 21. |
| Bronz | Madarász Viktória                                   | Atlétika   | Női 35 km gyaloglás                      | augusztus 16. |
| Bronz | Mizsér Márk Béke Kornél Erdőssy Csaba Erdélyi Tamás | Kajak-kenu | Férfi K4 1000 m                          | augusztus 19. |
| Bronz | Adolf Balázs Fejes Dániel                           | Kajak-kenu | Férfi C2 1000 m                          | augusztus 19. |
| Bronz | Varga Katalin                                       | Kajak-kenu | Női KL2 200 m                            | augusztus 21. |
| Bronz | Kiss Blanka Lucz Anna Csikós Zsóka Gazsó Alida Dóra | Kajak-kenu | Női K4 500 m                             | augusztus 21. |

## Asztalitenisz

#### Férfi
| Versenyző                  | Versenyszám | Csoportkör | Selejtező                               | 64-es főtábla                                                       | 32-es főtábla                                                   | Nyolcaddöntő                                               | Negyeddöntő       | Elődöntő          | Döntő             | Helyezés |
| Versenyző                  | Versenyszám | Ellenfél Eredmény | Ellenfél Eredmény                       | Ellenfél Eredmény                                                   | Ellenfél Eredmény                                               | Ellenfél Eredmény                                          | Ellenfél Eredmény | Ellenfél Eredmény | Ellenfél Eredmény | Helyezés |
| -------------------------- | ----------- | --- | --------------------------------------- | ------------------------------------------------------------------- | --------------------------------------------------------------- | ---------------------------------------------------------- | ----------------- | ----------------- | ----------------- | -------- |
| Majoros Bence              | Egyéni      | Andrii Grebeniuk (UKR) · 11–5,12–10, 15–13 · Jakub Zelinka (SVK) · 11–6, 11–8, 9–11, 11–7                                                     | erőnyerő                                | João Monteiro (POR) · 12–10, 9–11, 19–17, 12–10, 8–11, 6–11, 11–9   | Anton Kallberg (SWE) · 8–11, 8–11, 13–15, 11–7, 9–11            | kiesett                                                    | kiesett           | kiesett           | kiesett           | =17.     |
| Szudi Ádám                 | Egyéni      | David Reitspies (CZE) · 3–11, 11–7, 7–11, 12–14 · Naumi Alex (FIN) · 11–6, 8–11, 10–12, 11–9, 11–8 · Federico Giardi (SMR) · 11–4, 11–4, 11–6 | Mihai Bobocica (ITA) · 11–8, 11–9, 11–7 | Anton Kallberg (SWE) · 4–11, 9–11, 10–12, 12–14                     | kiesett                                                         | kiesett                                                    | kiesett           | kiesett           | kiesett           | =33.     |
| Lakatos Tamás              | Egyéni      | Ignas Navickas (LTU) · 11–4, 11–4, 11–5 · Dimitrije Levajac (SRB) · 11–7, 6–11, 3–11, 8–11 · Filip Radulovic (MNE) · 9–11, 11–5, 11–3, 11–9   | Pető Zsolt (SRB) · 11–9, 11–5, 11–5     | Truls Möregardh (SWE) · 11–7, 11–8, 9–11, 11–4, 11–7, 11–7          | kiesett                                                         | kiesett                                                    | kiesett           | kiesett           | kiesett           | =33.     |
| András Csaba               | Egyéni      | Kestutis Zeimys (LTU) · 9–11, 11–6, 11–3, 11–3 · Samuel Kulczycki (POL) · 11–9, 11–4, 11–7 · Toomas Libene (EST) · 12–10, 11–9, 11–6          | erőnyerő                                | Emmanuel Lebesson (FRA) · 9–11, 8–11, 12–14, 11–8, 11–7, 11–6, 11–6 | Dimitrij Ovtcharov (GER) · 8–11, 7–11, 8–11, 8–11               | kiesett                                                    | kiesett           | kiesett           | kiesett           | =17.     |
| Szudi Ádám Ecseki Nándor   | Páros       | |                                         |                                                                     | Maciej Kubik · Samuel Kulczycki (POL) · 7–11, 11–6, 5–11, 5–11, | kiesett                                                    | kiesett           | kiesett           | kiesett           | =9.      |
| Majoros Bence András Csaba | Páros       | |                                         |                                                                     | Abdullah Yigenler · İbrahim Gündüz (TUR) · 11–6, 11–5, 13–11    | Florent Lambiet · Martin Allegro (BEL) · 5–11, 13–15, 1–11 | kiesett           | kiesett           | kiesett           | =17.     |

#### Női
| Versenyző                         | Versenyszám | Csoportkör | Selejtező                                           | 64-es főtábla                                                  | 32-es főtábla | Nyolcaddöntő      | Negyeddöntő       | Elődöntő          | Döntő             | Helyezés |
| Versenyző                         | Versenyszám | Ellenfél Eredmény | Ellenfél Eredmény                                   | Ellenfél Eredmény                                              | Ellenfél Eredmény | Ellenfél Eredmény | Ellenfél Eredmény | Ellenfél Eredmény | Ellenfél Eredmény | Helyezés |
| --------------------------------- | ----------- | --- | --------------------------------------------------- | -------------------------------------------------------------- | --- | ----------------- | ----------------- | ----------------- | ----------------- | -------- |
| Póta Georgina                     | Egyéni      | |                                                     | Rachel Moret (SUI) · 11–9, 11–9, 9–11, 6–11, 14–12, 8–11, 11–6 | Szőcs Bernadette (ROU) · 7–11, 7–11, 8–11, 3–11                                                                                              | kiesett           | kiesett           | kiesett           | kiesett           | =17.     |
| Madarász Dóra                     | Egyéni      | |                                                     | Solomiya Brateyko (UKR) · 11–6, 11–4, 11–6, 8–11, 11–8         | Elizabeta Samara (ROU) · 8–11, 11–6, 5–11, 19–17, 11–7, 11–13, 8–11,                                                                         | kiesett           | kiesett           | kiesett           | kiesett           | =17.     |
| Hartbrich Leonie                  | Egyéni      | Anna Kirichenko (FIN) · 11–9, 11–6, 11–4 · Ariel Barbosa (LUX) · 11–8, 9–11, 11–3, 11–6                                        | erőnyerő                                            | Ganna Gaponova (UKR) · 8–11, 15–13, 8–11, 12–14, 9–11          | kiesett | kiesett           | kiesett           | kiesett           | kiesett           | =33.     |
| Bálint Bernadett                  | Egyéni      | Baiba Bogdanova (LAT) · 11–6, 11–7, 11–7 · Naumi Alex (FIN) · 6–11, 8–11, 10–12 · Amelija Uce-Nikolov (MKD) · 11–4, 11–8, 11–1 | Sabina Surjan (SRB) · 8–11, 11–2, 11–9, 7–11, 10–12 | kiesett                                                        | kiesett | kiesett           | kiesett           | kiesett           | kiesett           | =65.     |
| Póta Georgina Madarász Dóra       | Páros       | |                                                     |                                                                | María Xiao · Adina Mihaela Diaconu (MIX) · 4–11, 8–11, 6–11                                                                                  | kiesett           | kiesett           | kiesett           | kiesett           | =17.     |
| Hartbrich Leonie Bálint Bernadett | Páros       | |                                                     |                                                                | Sabina Musajeva · Alexandra Chiriacova (MIX) · 11–4, 13–11, 9–11, 14–12, 11–5 · Xia Lian Ni · Sarah De Nutte (LUX) · 6–11, 5–11, 13–11, 5–11 | kiesett           | kiesett           | kiesett           | kiesett           | =17.     |

#### Vegyes
| Versenyző                      | Versenyszám | 32-es főtábla                                               | Nyolcaddöntő                                                        | Negyeddöntő                                                                  | Elődöntő          | Döntő             | Helyezés |
| Versenyző                      | Versenyszám | Ellenfél Eredmény                                           | Ellenfél Eredmény                                                   | Ellenfél Eredmény                                                            | Ellenfél Eredmény | Ellenfél Eredmény | Helyezés |
| ------------------------------ | ----------- | ----------------------------------------------------------- | ------------------------------------------------------------------- | ---------------------------------------------------------------------------- | ----------------- | ----------------- | -------- |
| Majoros Bence Hartbrich Leonie | Páros       | Martin Buch Andersen · Inês Matos (MIX) · 9–11, 13–15, 6–11 | kiesett                                                             | kiesett                                                                      | kiesett           | kiesett           | 33.      |
| Ecseki Nándor Madarász Dóra    | Páros       | Borgar Haug · Rebekka Carlsen (NOR) · 11–5, 11–7, 11–4      | Deni Kozul · Katarina Strazar (SLO) · 7–11, 11–7, 10–12, 11–2, 7–11 | Deni Kozul · Katarina Strazar (SLO)[forrás?] · 6–11, 13–11, 7–11, 11–6, 8–11 | kiesett           | kiesett           | 5.       |

## Evezés

#### Férfi
| Versenyző                  | Versenyszám                        | Előfutam | Előfutam | Negyeddöntő | Negyeddöntő | Elődöntő | Elődöntő | Döntő   | Döntő    | Döntő   | Helyezés |
| Versenyző                  | Versenyszám                        | Idő      | Hely.    | Idő         | Hely.       | Idő      | Hely.    | Típus   | Idő      | Hely.   | Helyezés |
| -------------------------- | ---------------------------------- | -------- | -------- | ----------- | ----------- | -------- | -------- | ------- | -------- | ------- | -------- |
| Pétervári-Molnár Bendegúz  | Egypárevezős                       | 7:45,59  | 2.       | erőnyerő    | erőnyerő    | 7:37,41  | 6.       | B       | 7:35,42  | 4.      | 10.      |
| Bácskai Máté Szabó Márton  | Kétpárevezős                       | 7:14,44  | 4.       | 6:59,97     | 2.          | 6:56,58  | 6.       | B       | 7:03,55  | 5.      | 11.      |
| Simon Béla Juhász Adrián   | Kormány nélküli kettes             | 7:28,59  | 4.       | 7:18,93     | 3.          | 7:29,36  | 5.       | B       | 6:56,04  | 3.      | 9.       |
| Szigeti Roland             | Könnyűsúlyú egypárevezős           | 8:37,62  | 5.       | 7:58,49     | 4.          | kiesett  | kiesett  | kiesett | kiesett  | kiesett | 13.      |
| Galambos Péter Tamás Bence | Könnyűsúlyú kétpárevezős           | 7:26,12  | 4.       | 7:14,39     | 5.          |          |          | B       | 6:59,39  | 3.      | 9.       |
| Szabó Bence Furkó Kálmán   | Könnyűsúlyú kormány nélküli kettes | 7:31,22  | 1.       |             |             |          |          | A       | 7:17,04  | 1.      |          |
| Pető Zsolt                 | Para PR1 egypárevezős              | 11:47,96 | 3.       | 11:54,60    | 4.          |          |          | A       | 11:30,27 | 6.      | 6.       |

#### Női
| Versenyző                  | Versenyszám  | Előfutam | Előfutam | Negyeddöntő | Negyeddöntő | Elődöntő | Elődöntő | Döntő   | Döntő   | Döntő   | Helyezés |
| Versenyző                  | Versenyszám  | Idő      | Hely.    | Idő         | Hely.       | Idő      | Hely.    | Típus   | Idő     | Hely.   | Helyezés |
| -------------------------- | ------------ | -------- | -------- | ----------- | ----------- | -------- | -------- | ------- | ------- | ------- | -------- |
| Preil Vivien Krémer Eszter | Kétpárevezős | 8:21,17  | 4.       | 8:07,64     | 4.          | kiesett  | kiesett  | kiesett | kiesett | kiesett | 12.      |

## Kerékpározás

### Országúti
| Versenyző     | Versenyszám         | Idő     | Helyezés |
| ------------- | ------------------- | ------- | -------- |
| Dina Márton   | Férfi mezőnyverseny | 4:39,35 | 77.      |
| Peák Barnabás | Férfi mezőnyverseny | 4:39,14 | 58.      |

### Pálya

#### Férfi
| Versenyző       | Versenyszám       | Helyezés      |
| --------------- | ----------------- | ------------- |
| Orosz Gergő     | Scratch           | nem ért célba |
| Orosz Gergő     | Elimináció        | 16.           |
| Drijver Bertold | Pontverseny 40 km | 11.           |

| Versenyző        | Versenyszám | Selejtező | Selejtező | Helyezés |
| Versenyző        | Versenyszám | Idő       | Hely.     | Helyezés |
| ---------------- | ----------- | --------- | --------- | -------- |
| Szalontay Sándor | Egyéni      | 9,870     | 9.        | 8.       |
| Csengői Bálint   | Egyéni      | 10,320    | 19.       | 19.      |

#### Női
| Versenyző                                            | Versenyszám | Selejtező | Selejtező | Elődöntő | Elődöntő | Döntő   | Döntő    | Helyezés |
| Versenyző                                            | Versenyszám | Idő       | Helyezés  | Idő      | Helyezés | Idő     | Helyezés | Helyezés |
| ---------------------------------------------------- | ----------- | --------- | --------- | -------- | -------- | ------- | -------- | -------- |
| Kercsó-Magos Zsuzsanna Sáry Boglárka Jászapáti Petra | Csapat      | 44,632    | 7.        | 44.605   | 6.       | kiesett | kiesett  | 6.       |

| Versenyző        | Versenyszám       | Helyezés      |
| ---------------- | ----------------- | ------------- |
| Borissza Johanna | Scratch           | 18.           |
| Borissza Johanna | Pontverseny 25 km | nem ért célba |
| Borissza Johanna | Omnium            | nem ért célba |

### BMX
| Versenyző      | Versenyszám | 1. futam | 2. futam | Átlag | Helyezés |
| -------------- | ----------- | -------- | -------- | ----- | -------- |
| Ujváry Zoltán  | Férfi       | 63,20    | 50,00    | 56,60 | 16.      |
| Krausz Kristóf | Férfi       | 53,60    | 36,00    | 44,80 | 21.      |

## Torna

#### Férfi
| Versenyző           | Versenyszám | Selejtező | Selejtező | Selejtező | Selejtező | Selejtező | Selejtező | Selejtező | Döntő  | Döntő    | Döntő  | Döntő  | Döntő  | Döntő  | Döntő    |
| Versenyző           | Versenyszám | Talaj     | Lólengés  | Gyűrű     | Ugrás     | Korlát    | Nyújtó    | Helyezés  | Talaj  | Lólengés | Gyűrű  | Ugrás  | Korlát | Nyújtó | Helyezés |
| ------------------- | ----------- | --------- | --------- | --------- | --------- | --------- | --------- | --------- | ------ | -------- | ------ | ------ | ------ | ------ | -------- |
| Mészáros Krisztofer | Csapat      | 14,500    | 13,233    | 13,033    | 14,400    | 14,233    | 13,600    | 8.        | 14,433 | 14,066   | 13,100 | 14,266 | 13,766 | 13,500 | 6.       |
| Balázs Krisztián    | Csapat      | 12,966    |           |           |           | 13,966    | 13,733    | 8.        | 13,166 | 13,100   |        |        | 13,833 | 13,866 | 6.       |
| Tomcsányi Benedek   | Csapat      |           | 12,933    | 13,366    | 13,933    |           |           | 8.        |        | 13,433   | 13,533 | 13,833 |        |        | 6.       |
| Kardos Botond       | Csapat      | 13,366    |           |           | 13,900    | 13,666    | 13,333    | 8.        | 14,100 |          |        | 13,866 | 14,000 | 10,300 | 6.       |
| Kiss Balázs         | Csapat      |           | 13,166    | 13,600    |           |           |           | 8.        |        |          | 13,366 |        |        |        | 6.       |

| Versenyző           | Versenyszám | Döntő  | Döntő    | Döntő | Döntő | Döntő  | Döntő  | Döntő    |
| Versenyző           | Versenyszám | Talaj  | Lólengés | Gyűrű | Ugrás | Korlát | Nyújtó | Helyezés |
| ------------------- | ----------- | ------ | -------- | ----- | ----- | ------ | ------ | -------- |
| Mészáros Krisztofer | Egyéni      | 14,600 |          |       |       |        |        |          |

#### Női
| Versenyző        | Versenyszám | Selejtező | Selejtező      | Selejtező | Selejtező | Selejtező | Döntő  | Döntő          | Döntő   | Döntő  | Döntő    |
| Versenyző        | Versenyszám | Ugrás     | Felemás korlát | Gerenda   | Talaj     | Helyezés  | Ugrás  | Felemás korlát | Gerenda | Talaj  | Helyezés |
| ---------------- | ----------- | --------- | -------------- | --------- | --------- | --------- | ------ | -------------- | ------- | ------ | -------- |
| Kovács Zsófia    | Csapat      | 14,066    | 13,366         | 11,900    | 13,433    | 7.        | 14,266 | 13,633         | 12,033  | 12,300 | 7.       |
| Székely Zója     | Csapat      |           | 12,466         |           |           | 7.        |        | 12,666         |         |        | 7.       |
| Mayer Gréta      | Csapat      | 12,933    | 11,600         | 12,833    | 12,700    | 7.        | 13,133 |                | 12,766  | 12,433 | 7.       |
| Bácskay Csenge   | Csapat      | 13,300    |                | 11,133    |           | 7.        | 13,800 |                |         |        | 7.       |
| Makovits Mirtill | Csapat      | 12,100    | 13,066         | 11,400    | 12,033    | 7.        |        | 12,966         | 12,266  | 11,833 | 7.       |

| Versenyző     | Versenyszám | Döntő  | Döntő          | Döntő   | Döntő  | Döntő    |
| Versenyző     | Versenyszám | Ugrás  | Felemás korlát | Gerenda | Talaj  | Helyezés |
| ------------- | ----------- | ------ | -------------- | ------- | ------ | -------- |
| Kovács Zsófia | Egyéni      | 19,933 |                |         |        |          |
| Kovács Zsófia | Egyéni      |        |                |         | 12,533 | 8        |

## Triatlon

### Egyéni

##### Férfi
| Versenyző       | Versenyszám | 1,5 km úszás | Depózás 1 | 40 km kerékpározás | Depózás 2  | 10 km futás | Összesítés    | Összesítés    |
| Versenyző       | Versenyszám | Idő          | Idő       | Idő                | Idő        | Idő         | Idő           | Helyezés      |
| --------------- | ----------- | ------------ | --------- | ------------------ | ---------- | ----------- | ------------- | ------------- |
| Bicsák Bence    | Férfi       | 18,18        | 0,34      | 0:51,33            | 0,26       | 0:31,57     | 1:42,46       | 10.           |
| Lehmann Csongor | Férfi       | 17,37        | 0,33      | 0:51,26            | 0,24       | 0:31,32     | 1:41,30       | 4.            |
| Tóth Tamás      | Férfi       | 18,30        | 0,38      | lekörözték         | lekörözték | –           | nem ért célba | nem ért célba |
| Dévay Márk      | Férfi       | 17,33        | 0,37      | 0:51,26            | 0,27       | 0:32,54     | 1:42,56       | 12.           |

#### Női
| Versenyző      | Versenyszám | 1,5 km úszás | Depózás 1 | 40 km kerékpározás | Depózás 2  | 10 km futás | Összesítés    | Összesítés    |
| Versenyző      | Versenyszám | Idő          | Idő       | Idő                | Idő        | Idő         | Idő           | Helyezés      |
| -------------- | ----------- | ------------ | --------- | ------------------ | ---------- | ----------- | ------------- | ------------- |
| Kovács Zsófia  | Női         | 20,03        | 0,34      | 0:59,48            | 0,31       | 0:38,21     | 1:59,16       | 31.           |
| Sárszegi Noémi | Női         | 20,59        | 0,37      | lekörözték         | lekörözték | –           | nem ért célba | nem ért célba |

### Csapat
| Versenyző         | Versenyszám   | Úszás     | Depózás 1 | Kerékpározás | Depózás 2 | Futás    | Összesen | Összesen |
| Versenyző         | Versenyszám   | 300 m × 4 | Idő       | 6,8 km × 4   | Idő       | 2 km × 4 | Idő      | Hely.    |
| ----------------- | ------------- | --------- | --------- | ------------ | --------- | -------- | -------- | -------- |
| Dévay Márk        | Vegyes csapat | 3,30      | 0,44      | 0:10,52      | 0,23      | 4,45     | 1:28,35  | 10.      |
| Bragmayer Zsanett | Vegyes csapat | 0,06      | 0,48      | 0:12,00      | 0,24      | 5,35     | 1:28,35  | 10.      |
| Lehmann Csongor   | Vegyes csapat | 3,41      | 0,43      | 0:11,02      | 0,24      | 4,21     | 1:28,35  | 10.      |
| Dobi Lili         | Vegyes csapat | 4,06      | 0,49      | 0:13,11      | 0,27      | 6,29     | 1:28,35  | 10.      |